# アルタバノス1世
- アルタバヌス1世

アルタバノス1世（Artabanus I、ペルシア語：اردوان 、在位：紀元前128年／127年頃 - 紀元前124年／123年頃）は、アルサケス朝パルティア王国の王。プリアパティオスの子。アルサケス2世をアルタバノス1世とした場合、アルタバノス2世となる。

## 生涯
パルティア王プリアパティオスの息子として生まれた。
紀元前128年頃、フラーテス2世がサカ族との戦いで戦死したため、叔父であったアルタバノスが王位に就いた。アルタバノス1世も引き続きサカ族の侵入に煩わされた。サカ族はパルティアとの戦いで勝利を収めたため、パルティアを荒らしまわって祖国へ帰った。あるいはアルタバノス1世に貢物を贈ったため引き返した。すでにサカ族によってパルティア国土の大部分が占領されていたため、アルタバノス1世は別の遊牧騎馬民族であるトカラ族（トカロイ）に対して戦争を仕掛けた。しかし、その戦闘で前腕に受けた傷がもとで紀元前124年／123年頃に死亡した。
死後、息子のミトラダテス2世が王位を継承した。

## 参考資料
- ニールソン・C・デベボイス『パルティアの歴史』（小玉新次郎、伊吹寛子 訳、山川出版社、1993年）、ISBN 4634658607
- ポンペイウス・トログス / ユスティヌス抄録『地中海世界史』（合阪學 訳、京都大学学術出版会<西洋古典叢書>、1998年）、ISBN 4876981078